# José Luis González (athlétisme)
José Luis Gonzalez (né le 8 décembre 1957 à Villaluenga de la Sagra) est un athlète espagnol spécialiste du 1 500 mètres.

## Carrière sportive
Deuxième du 1 500 m lors des Jeux mondiaux en salle 1985, il remporte une nouvelle médaille d'argent lors des Championnats du monde de 1987 à Rome, s'inclinant avec le temps de 3 min 38 s 03 face au Somalien Abdi Bile. Il se classe deuxième du 3 000 mètres lors des Championnats du monde en salle 1989, derrière le Marocain Saïd Aouita.
Sur le plan continental, José Luis Gonzalez remporte à cinq reprises les Championnats d'Europe en salle : le 1 500 m en 1982, 1985 et 1986, et le 3 000 m en 1987 et 1988.

## Palmarès
| Date | Compétition                    | Lieu     | Place | Épreuve |
| ---- | ------------------------------ | -------- | ----- | ------- |
| 1982 | Championnats d'Europe en salle | Turin    | 1er   | 1 500 m |
| 1985 | Championnats d'Europe en salle | Athènes  | 1er   | 1 500 m |
| 1985 | Jeux mondiaux en salle         | Paris    | 2e    | 1 500 m |
| 1986 | Championnats d'Europe en salle | Madrid   | 1er   | 1 500 m |
| 1986 | Finale du Grand Prix           | Rome     | 2e    | Mile    |
| 1987 | Championnats d'Europe en salle | Liévin   | 1er   | 3 000 m |
| 1987 | Championnats du monde          | Rome     | 2e    | 1 500 m |
| 1988 | Championnats d'Europe en salle | Budapest | 1er   | 3 000 m |
| 1988 | Finale du Grand Prix           | Berlin   | 3e    | Mile    |
| 1989 | Championnats du monde en salle | Budapest | 2e    | 3 000 m |
| 1990 | Championnats d'Europe          | Split    | 6e    | 1 500 m |
| 1991 | Championnats du monde en salle | Séville  | 7e    | 3 000 m |